# Love Sex Magic
Love Sex Magic è una canzone della cantante statunitense Ciara, estratta come singolo dal suo terzo album Fantasy Ride. Il brano vede la partecipazione di Justin Timberlake, che ha anche partecipato alla scrittura della canzone. Il brano è entrato nella rotazione radiofonica il 3 marzo 2009, ed è stato reso disponibile per il download in Australia, Nuova Zelanda, Canada e negli Stati Uniti a partire dal 13 marzo. In Europa il singolo è stato reso disponibile il 5 aprile.

## Informazioni
Il 16 novembre 2008, Ciara aveva annunciato che la pubblicazione del suo album sarebbe stata posticipata, per la possibilità di una collaborazione con Justin Timberlake.
Inizialmente in diversi paesi, ad esempio l'Argentina, era stata pubblicata una versione demo del brano intitolata semplicemente Magic Infatti è stato solo in una fase successiva che il brano è diventato un duetto, e reintitolato Love Sex Magic.
Il singolo è entrato ufficialmente nella programmazione radiofonica americana il 3 marzo 2009, ed ha debuttato alla posizione numero 86 della Billboard Hot 100, salendo fino alla 27, la settimana successiva. Successivamente il singolo è giunto fino alla posizione numero 10, rendendo il brano l'ottavo in top 10 nella carriera di Ciara ed il suo più grande successo radiofonico, dai tempi di Oh con Ludacris, che era arrivato fino alla posizione numero 6 della Billboard Pop 100 nel 2005.
As of April, "Love Sex Magic" is chartered in top 5 on the iTunes Top 100 chart, and #1 on the iTunes Top R&B/Soul chart.
La canzone ha raggiunto anche la top 40 della classifica dei singoli canadese, il primo di Ciara dai tempi di 1, 2 Step del 2004. In Australia, la canzone ha debuttato alla posizione numero 6, mentre in Nuova Zelanda alla 14.

## Il video
Ispirato agli spettacoli del Crazy Horse parigino, il video musicale di Love Sex Magic si apre con Ciara e Justin Timberlake faccia a faccia, che si accarezzano seduttivamente. Il video prosegue con immagini della cantante in lingerie che danza su un palcoscenico insieme a quattro ballerine di fila, ed in seguito da sola con un costume da gatta. Nelle parti del brano cantante da Timberlake, il cantante appare sul palco, mentre Ciara continua a ballare intorno a lui. Il video è stato diretto dalla regista Diane Martel.

## Tracce
CD Single - US/Oceania
1. Love Sex Magic (Main Version) – 3:40
2. Love Sex Magic (Instrumental) – 3:40
3. Love Sex Magic (A Cappella) – 3:35

CD Single - UK
1. Love Sex Magic (Main Version) – 3:40
2. Never Ever (featuring Young Jeezy) (Main Version)

CD Single - Europa
1. Love Sex Magic (Main Version) – 3:40
2. Go Girl (featuring T-Pain) (Main Version)

Remix Promo CD
1. Love Sex Magic (Thee Werq'n B!tches vs. Danny Shaffer Extended Mix)
2. Love Sex Magic (Zeus Remix)
3. Love Sex Magic (Jason Nevins Radio Edit)
4. Love Sex Magic (DJ Frayz's Bend Over Club Mix)
5. Love Sex Magic (DJ Frayz's Mythical Club Mix)
6. Love Sex Magic (TRK Remix Radio Edit)

## Cronologia delle pubblicazioni
| Paese       | Data           | Etichetta          | Formati             |
| ----------- | -------------- | ------------------ | ------------------- |
| Stati Uniti | 3 marzo 2009   | Zomba LaFace/ Jive | Airplay radiofonico |
| Stati Uniti | 13 marzo 2009  | Zomba LaFace/ Jive | Download digitale   |
| Europa      | 5 aprile 2009  | Zomba LaFace/ Jive | Download digitale   |
| Europa      | April 27, 2009 | Zomba LaFace/ Jive | CD singolo          |
| Canada      | 10 aprile 2009 | Zomba LaFace/ Jive | CD singolo          |

## Classifiche
| Classifica (2009)           | Posizione più alta |
| --------------------------- | ------------------ |
| Stati Uniti                 | 10                 |
| Stati Uniti (pop)           | 10                 |
| Stati Uniti (rhythmic)      | 20                 |
| Stati Uniti (R&B/hip hop)   | 91                 |
| Stati Uniti (digital)       | 6                  |
| Canada                      | 6                  |
| Australia                   | 5                  |
| Nuova Zelanda Singles Chart | 6                  |
| Svezia                      | 4                  |
| Irlanda                     | 4                  |
| Mondo                       | 7                  |
| Germania                    | 7                  |
| Francia                     | 8                  |
| Regno Unito                 | 5                  |